# 俞道五
俞道五（1890年1月28日—1987年），字叔达，汉族，安徽省旌德县人，中国采矿工程师，政府官员。

## 生平
1905年8月到1911年7月，俞道五就学于江南实业学堂采矿冶金科。1912年2月到1914年9月，他任朝鲜稷山金矿测量员、试金主任。1914年9月到1918年12月，他任江苏南通大学纺织系教员。1919年1月到1927年9月，他任山东枣庄中兴煤矿钻探主任兼工程秘书（其中，1924年7月到1925年9月，他被借调担任农商部考察欧美矿政专员秘书）。1928年1月到1931年12月，他任安徽省建设厅技正、安徽省矿务局局长。1932年6月到1933年11月，他任安徽省裕含煤矿工程师兼矿长。1933年12月到1939年6月，他任江苏省大中煤矿工程师兼事务长。1939年9月到1942年7月，他任交通部公路总管理处技正。1942年8月至1944年8月，他任四川省华安煤矿副总工程师兼矿长。1944年9月到1949年，他任交通部公路总局督察工程司。1949年9月起，他任山东省矿务局工程师。
退休后，他成为重庆市退休工程师协会会员。1982年他92岁时，曾经在《长寿》1982年第2期上发表文章讲述自己的长寿经验。

## 著作
- 俞道五，中国钻探工程琐记，中国科技史料1983年第03期